# Emiliano Viviano
Emiliano Viviano (* 1. Dezember 1985 in Fiesole) ist ein italienischer Fußballspieler.

## Karriere

### Im Verein
Viviano wuchs in der Jugendmannschaft der AC Florenz auf, bevor er an Brescia Calcio verkauft wurde. Im Jahr 2004 wurde er für eine Saison an die AC Cesena ausgeliehen, dort spielte er 13 Spiele und kassierte dabei 18 Gegentore. Zwischen 2005 und 2009 spielte er bei Brescia, wo er schnell Stammtorhüter wurde. Bei Brescia musste er in 126 Spiele in der italienischen Serie B 120 mal hinter sich greifen.
Im Sommer 2009 wechselte er zu Inter Mailand in die Serie A. Bereits am 13. Juli 2009 schloss er sich in einer Co-Eignerschaft dem FC Bologna ab. Dort wurde er auf Anhieb zur Nummer eins. In seiner ersten Saison spielte er 34 Meisterschaftsspiele und kassierte 45 Gegentore.
Zur Saison 2011/12 kehrte Viviano zunächst nach Mailand zurück. Im Juli 2011 zog er sich einen Kreuzbandriss zu und fiel daher die komplette Hinrunde aus. Im August 2011 unterzeichnete der damals verletzte Torwart einen Co-Eigner-Vertrag mit dem CFC Genua. In der Winterpause sollte entschieden werden, für welchen Verein er in Zukunft spielen werde.
Am 13. Januar 2012 gab Inter Mailand bekannt, dass Viviano zur US Palermo wechseln werde. Die Mailänder kauften dem CFC Genua die zweite Hälfte der  Transferrechte ab und schlossen eine neue Co-Eignerschaft mit Palermo.
Im Sommer 2012 kaufte Palermo die kompletten Transferrechte an Viviano und lieh den Torwart mit einer Kaufoption an die AC Florenz. Viviano begrüßte diesen Wechsel, da er nicht nur zu seinem Jugendverein zurückkehrt, sondern auch ein großer Fan von Florenz ist.
Am 2. September 2013 wechselte Viviano bis zum Saisonende auf Leihbasis in die Premier League zum FC Arsenal, spielte aber keine einzige Partie für den englischen Club.
Die US Palermo verlieh Viviano am 13. August 2014 erneut für eine Saison. Diesmal bleibt er in Italien und wechselt zu Sampdoria Genua. Im Anschluss an die Leihe verpflichtete Sampdoria Viviano fest. Bei Sampdoria wurde er Stammtorhüter.

### In der Nationalmannschaft
Emiliano Viviano spielte für Italien in den folgenden Juniorenmannschaften: U-15, U-18, U-19, U-20 und U-21. Im September 2010 gab er unter Cesare Prandelli beim 5:0-Sieg gegen die Färöer sein Debüt für die A-Nationalmannschaft. Er absolvierte bis 2011 noch fünf weitere Partien und wurde bis 2012 noch einige Male in den Kader berufen.

## Sonstiges
Emiliano Viviano ist ein Fan der AC Florenz und hat eine Tochter.